# Psychopterys dipholiphylla
Psychopterys dipholiphylla là một loài thực vật có hoa trong họ Malpighiaceae. Loài này được (Small) W.R. Anderson & S. Corso mô tả khoa học đầu tiên năm 2007.